# Argatón
Argatón es un lugar español de la parroquia de San Martín de Luiña, perteneciente al municipio de Cudillero, en la comunidad autónoma de Asturias. 

## Demografía
En 2023, la entidad singular de población de Argatón tenía empadronados 27 habitantes, todos ellos en el núcleo de población del mismo nombre.